# Christina Aguilera: In Concert
The Christina Aguilera: In Concert Tour (còn gọi là Sears & Levis US Tour hay The Psykoblast Tour) là chuyến lưu diễn đầu tiên của ca sĩ nhạc pop người Mỹ Christina Aguilera. Đây là chuyến lưu diễn quảng bá cho các album Christina Aguilera và Mi Reflejo. Nó đi qua Châu Mỹ và Châu Á, thu về 35 triệu USD.

## Tiểu sử
Chuyến lưu diễn được tài trợ bởi các nhãn hàng nổi tiếng của Mỹ là Sears và Levi's. 
Khi chuyến lưu diễn được thông báo, Aguilera đang trong quá trình quảng bá "I Turn to You" - đĩa đơn thứ ba trích từ album đầu tay của cô; và trong giai đoạn sản xuất album Mi Reflejo. Tháng đầu trong chuyến lưu diễn và một số show khác thì sân khấu được dàn dựng khá đơn giản.
Cũng trong lúc này, Aguilera bắt đầu mặc những bộ đồ thiếu vải hơn và nhuộm thêm màu vào tóc của mình, vì cô đang chuyển hình ảnh từ một cô ca sĩ teen pop nhí nhảnh sang hình tượng mới trưởng thành hơn.

## Nghệ sĩ biểu diễn mở màn
- Destiny's Child (Bắc Mỹ) (select venues)
- The Moffats (Bắc Mỹ) (select venues)
- soulDecision (Bắc Mỹ) (select venues)
- Sygnature (Bắc Mỹ) (select venues)
- mytown (Bắc Mỹ) (select venues)
- McMaster & James (Bắc Mỹ) (select venues)
- Alecia Elliott (Bắc Mỹ) (select venues)
- Before Dark (Bắc Mỹ) (select venues)
- Faze 4 (Bắc Mỹ) (select venues)
- Son Miserables(Panamá)[2]

## Danh sách các màn biểu diễn
1. "Arabian Dance" (Dance Introduction)
2. "Genie in a Bottle"
3. "Somebody's Somebody"
4. "So Emotional"
5. "Don't Make Me Love You (Til' I'm Ready)"
6. "I Turn To You"
7. "When You Put Your Hands On Me"
8. "At Last"
9. "DJ Mix Remix" (Instrumental Interlude)
10. "All Right Now"
11. "Love For All Seasons"
12. "Come On Over Baby (All I Want Is You)" (contains elements of Got to be Real)
13. "What a Girl Wants"

1. "Arabian Dance" (Dance Introduction)
2. "Genio Atrapado" (contains excerpts from "Genie In A Bottle")
3. "Somebody's Somebody"
4. "So Emotional"
5. "Falsas Esperanzas"
6. "When You Put Your Hands on Me"
7. "Por Siempre Tu" (contains excerpts from "I Turn to You")
8. "Contigo En La Distancia"
9. "Cuando No Es Contigo" (contains excerpts from "I Need To Know")
10. "Pero Me Acuerdo De Ti"
11. "Ven Conmigo (Solamente Tú)" (contains elements of Got to be Real)
12. "What A Girl Wants"

## Ngày lưu diễn
| Ngày                      | Thành phố        | Quốc gia    | Địa điểm                                    |
| ------------------------- | ---------------- | ----------- | ------------------------------------------- |
| Bắc Mỹ                    |                  |             |                                             |
| ngày 1 tháng 7 năm 2000   | Milwaukee        | Mỹ          | Marcus Amphitheater                         |
| ngày 2 tháng 7 năm 2000   | Sioux Falls      | Mỹ          | Sioux Empire Fair                           |
| ngày 4 tháng 7 năm 2000   | Merrillville     | Mỹ          | Star Plaza Theatre                          |
| ngày 5 tháng 7 năm 2000   | Traverse City    | Mỹ          | National Cherry Festival                    |
| ngày 7 tháng 7 năm 2000   | Toronto          | Canada      | Molson Amphitheatre                         |
| ngày 10 tháng 7 năm 2000  | Ottawa           | Canada      | Corel Centre                                |
| ngày 13 tháng 7 năm 2000  | Winnipeg         | Canada      | Winnipeg Arena                              |
| ngày 14 tháng 7 năm 2000  | Saskatoon        | Canada      | Saskatchewan Place                          |
| ngày 16 tháng 7 năm 2000  | Edmonton         | Canada      | Skyreach Centre                             |
| ngày 17 tháng 7 năm 2000  | Calgary          | Canada      | Canadian Airlines Saddledome                |
| ngày 19 tháng 7 năm 2000  | Vancouver        | Canada      | GM Place                                    |
| ngày 26 tháng 7 năm 2000  | Paso Robles      | Mỹ          | California Mid-State Fair                   |
| ngày 28 tháng 7 năm 2000  | Billings         | Mỹ          | MetraPark Arena                             |
| ngày 29 tháng 7 năm 2000  | Minot            | Mỹ          | North Dakota State Fair                     |
| ngày 31 tháng 7 năm 2000  | Bonner Springs   | Mỹ          | Sandstone Amphitheater                      |
| ngày 1 tháng 8 năm 2000   | Maryland Heights | Mỹ          | Riverport Amphitheater                      |
| ngày 3 tháng 8 năm 2000   | Kearney          | Mỹ          | Buffalo County Fair                         |
| ngày 4 tháng 8 năm 2000   | Omaha            | Mỹ          | Douglas County Fair                         |
| ngày 6 tháng 8 năm 2000   | Noblesville      | Mỹ          | Deer Creek Music Center                     |
| ngày 7 tháng 8 năm 2000   | Antioch          | Mỹ          | AmSouth Amphitheatre                        |
| ngày 10 tháng 8 năm 2000  | Des Moines       | Mỹ          | Iowa State Fair                             |
| ngày 11 tháng 8 năm 2000  | Springfield      | Mỹ          | Illinois State Fair                         |
| ngày 13 tháng 8 năm 2000  | Sedalia          | Mỹ          | Missouri State Fair                         |
| ngày 15 tháng 8 năm 2000  | Midland          | Mỹ          | Midland County Fair                         |
| ngày 16 tháng 8 năm 2000  | Columbus, Ohio   | Mỹ          | Celeste Center                              |
| ngày 19 tháng 8 năm 2000  | Rosemont         | Mỹ          | Allstate Arena                              |
| ngày 21 tháng 8 năm 2000  | Cincinnati       | Mỹ          | Riverbend Music Center                      |
| ngày 23 tháng 8 năm 2000  | Cleveland        | Mỹ          | Gund Arena                                  |
| ngày 24 tháng 8 năm 2000  | Clarkston        | Mỹ          | Pine Knob Music Theatre                     |
| ngày 26 tháng 8 năm 2000  | Burgettstown     | Mỹ          | Coca-Cola Star Lake Amphitheater            |
| ngày 28 tháng 8 năm 2000  | St. Paul         | Mỹ          | Minnesota State Fair                        |
| ngày 30 tháng 8 năm 2000  | Darien           | Mỹ          | Darien Lake Performing Arts Center          |
| ngày 31 tháng 8 năm 2000  | Essex Junction   | Mỹ          | Champlain Valley Expo                       |
| ngày 1 tháng 9 năm 2000   | Hartford         | Mỹ          | Meadows Music Theatre                       |
| ngày 3 tháng 9 năm 2000   | Syracuse         | Mỹ          | Empire Expo Center                          |
| ngày 6 tháng 9 năm 2000   | Holmdel          | Mỹ          | PNC Bank Arts Center                        |
| ngày 8 tháng 9 năm 2000   | Wantagh          | Mỹ          | Jones Beach Amphitheatre                    |
| ngày 9 tháng 9 năm 2000   | Mansfield        | Mỹ          | Tweeter Center for the Performing Arts      |
| ngày 15 tháng 9 năm 2000  | Camden           | Mỹ          | Blockbuster-Sony Music Entertainment Centre |
| ngày 16 tháng 9 năm 2000  | Columbia         | Mỹ          | Merriweather Post Pavilion                  |
| ngày 18 tháng 9 năm 2000  | Charlotte        | Mỹ          | Blockbuster Pavilion                        |
| ngày 19 tháng 9 năm 2000  | Raleigh          | Mỹ          | Alltel Pavilion at Walnut Creek             |
| ngày 20 tháng 9 năm 2000  | Atlanta          | Mỹ          | Lakewood Amphitheatre                       |
| ngày 22 tháng 9 năm 2000  | Orlando          | Mỹ          | TD Waterhouse Centre                        |
| ngày 23 tháng 9 năm 2000  | Tampa            | Mỹ          | Ice Palace                                  |
| ngày 25 tháng 9 năm 2000  | West Palm Beach  | Mỹ          | Mars Music Amphitheatre                     |
| ngày 27 tháng 9 năm 2000  | New Orleans      | Mỹ          | Louisiana Superdome                         |
| ngày 29 tháng 9 năm 2000  | The Woodlands    | Mỹ          | Cynthia Woods Mitchell Pavilion             |
| ngày 30 tháng 9 năm 2000  | Dallas           | Mỹ          | North Texas State Fair and Rodeo            |
| ngày 5 tháng 10 năm 2000  | Denver           | Mỹ          | Magness Arena                               |
| ngày 8 tháng 10 năm 2000  | Phoenix          | Mỹ          | America West Arena                          |
| ngày 10 tháng 10 năm 2000 | Chula Vista      | Mỹ          | Coors Amphitheatre                          |
| ngày 11 tháng 10 năm 2000 | Universal City   | Mỹ          | Gibson Amphitheatre                         |
| ngày 12 tháng 10 năm 2000 | Universal City   | Mỹ          | Gibson Amphitheatre                         |
| ngày 14 tháng 10 năm 2000 | Marysville       | Mỹ          | Sleep Train Amphitheatre                    |
| ngày 15 tháng 10 năm 2000 | Concord          | Mỹ          | Chronicle Pavilion                          |
| ngày 18 tháng 10 năm 2000 | Portland         | Mỹ          | Rose Garden                                 |
| ngày 19 tháng 10 năm 2000 | Seattle          | Mỹ          | KeyArena                                    |
| ngày 21 tháng 10 năm 2000 | Honolulu         | Mỹ          | Stan Sheriff Center                         |
| ngày 14 tháng 1 năm 2001  | San Juan         | Puerto Rico | Roberto Clemente Coliseum                   |
| ngày 16 tháng 1 năm 2001  | Mexico City      | México      | National Auditorium                         |
| ngày 17 tháng 1 năm 2001  | Mexico City      | México      | National Auditorium                         |
| Nam Mỹ                    |                  |             |                                             |
| ngày 20 tháng 1 năm 2001  | Caracas          | Venezuela   | Estadio Olímpico de la Ciudad Universitaria |
| ngày 22 tháng 1 năm 2001  | Panamá City      | Panamá      | Estadio Nacional de Panamá                  |
| Châu Á                    |                  |             |                                             |
| ngày 27 tháng 1 năm 2001  | Osaka            | Nhật Bản    | Osaka Dome                                  |
| ngày 29 tháng 1 năm 2001  | Tokyo            | Nhật Bản    | Zepp                                        |
| ngày 1 tháng 2 năm 2001   | Yokohama         | Nhật Bản    | Yokohama Arena                              |
| ngày 3 tháng 2 năm 2001   | Fukuoka          | Nhật Bản    | Fukuoka Dome                                |

## Đội ngũ thực hiện
- Michael Anderson - bass
- Alex Alessandroni - keyboards
- Bryan - keyboards
- JJ - keyboards
- DJ George - DJ
- Raphiel - keyboards
- Ezquiel Alara - keyboards
- Dan Sistos - guitar
- Teddy Campbell - drums
- Kay Chann - Programming
- Latonya Holumas - Backup singer
- Elizabeth Quintones - Backup singer
- Diane Gordon - Backup singer
- Yvinn Patrick - Backup singer:P